# Linia Oktiabrskaja Nowosybirskiego Metra
Linia Oktiabrskaja Nowosybirskiego Metra (ros. Октябрьская линия) – planowana piąta linia systemu metra w Nowosybirsku. Termin jej budowy nie jest jeszcze znany.

## Plany
W latach osiemdziesiątych XX wieku władze sowieckie podjęły decyzję o planowanej rozbudowie Nowosybirskiego Metra. Plany te zakładały stworzenie ogólnego systemu kolei podziemnej, liczącego 91,4 kilometrów długości. W projektach tych priorytetowo potraktowano już rozwijane linie Leninską i Dzierżyńską, a kolejną miała być Linia Kirowskaja. Linia Oktiabrskaja, podobnie jak Pierwomajskaja, miały być kolejnymi etapami rozwoju całego systemu. Były to jednak dość odległe plany. Linia Oktiabrskaja miała stać się najdłuższą linią, bo liczącą 21,2 kilometra, na którą składać się miało dziesięć stacji.
Plany te były potwierdzane w latach dziewięćdziesiątych, już po rozpadzie Związku Radzieckiego. Kryzys jaki wówczas dotknął postsowiecką Federację Rosyjską odsunął te projekty na daleką przyszłość, a priorytetem dla miasta stało się dokończenie istniejących linii. Terminu rozpoczęcia budowy nie można podać nawet w sposób przybliżony, gdyż linia ta w planach władz Nowosybirska znajduje się na ostatnim miejscu w planowanej rozbudowie systemu metra. Miasto musi wpierw ukończyć linię Dzierżyńską, a następnie kolejne dwie, Kirowską lub Pierwomajską.